# Liesveld
Liesveld (dân số: 9.810 năm 2006) là một đô thị ở phía tây Hà Lan, ở tỉnh Zuid-Holland. Đô thị này có diện tích 44,44 km² (17,16 mile²) trong đó có 3,37 km² (1,30 mile²) là mặt nước.
Đô thị Liesveld được lập ngày 1 tháng 1 năm 1986 từ các đô thị Groot-Ammers, Langerak, Nieuwpoort, và Streefkerk. Các trung tâm dân cư Groot-Ammers, Langerak, Nieuwpoort, Streefkerk, và Waal.